# Selenops aequalis
Espèce
Selenops aequalis est une espèce d'araignées aranéomorphes de la famille des Selenopidae.

## Distribution
Cette espèce est endémique de Cuba.

## Description
Le mâle décrit par Alayón en 2005 mesure 10,40 mm et la femelle 15,55 mm.

## Publication originale
- Franganillo, 1935 : Estudio de los arácnidos recogidos durante el verano de 1934. Estudios de Belén, vol. 1935, no 49/50, p. 20-26.